# 乔·克里斯平
约瑟夫·史蒂文·克里斯平（英語：Joseph Steven Crispin，1979年7月18日—），美国NBA联盟前职业篮球运动员。